# Virgil Neagoe
Virgil Neagoe (* 3. Juli 1970) ist ein ehemaliger rumänischer Skispringer.

## Werdegang
Neagoe startete in zwei Einzeldisziplinen bei den Olympischen Winterspielen 1992 in Albertville. Von der Normalschanze erreichte er Rang 57, von der Großschanze landete er auf Rang 58.
Elf Jahre nach seinem Start bei den Olympischen Spielen 1992 nahm er im Alter von 32 Jahren an den Rumänischen Meisterschaften 2003 in Predeal auf dem Trambulină Cioplea teil. Dabei gewann er im Einzel hinter Ciprian Ioniță die Silbermedaille und mit der Mannschaft Bronze.